# Línia clara
La línia clara és un estil d'historieta gràfica. El nom prové del terme Klare Lijn en neerlandès i ligne claire en francès, té el seu origen en la definició que es fa de bona part del còmic francobelga. El dibuixant neerlandès Joost Swarte va ser el primer que va utilitzar el terme el 1977, amb motiu de l'exposició Tintín a Rotterdam.
Normalment la línia clara es defineix per una delimitació amb una traç negre depurat i regular dels personatges, decorats,... Els escenaris solen ser tractats de forma realista mentre el dibuix del personatges està fet amb trets caricaturescos. Els arguments acostumen a ser del gènere d'aventures.
El principal referent de la línia clara és Hergé, però l'Escola de Brussel·les o Escola de Tournai està composta per altres autors com Edgar P. Jacobs (Blake i Mortimer), Jacques Martin (Alix) i Bob de Moor (Barelli).
En el còmic en català el màxim referent de la línia clara seria Josep Maria Madorell, encara que ell mateix, sense renunciar a la definició, parlava del seu estil com una evolució de l'obra que havien realitzat els grans mestres catalans uns anys abans, sobretot la de Junceda. Altres autors que se solen relacionar amb aquest estil serien Mique Beltrán, Guillem Cifré, Max, Sento, Daniel Torres, Pere Joan, Roger,...